# Орен (Пара)

Орен на карте штата.

Орен (порт. Ourém) — муниципалитет в Бразилии, входит в штат Пара. Составная часть мезорегиона Северо-восток штата Пара. Входит в экономико-статистический микрорегион Гуама. Население составляет 16 311 человек на 2010 год. Занимает площадь 562,388 км². Плотность населения — 29 чел./км².

## Демография
Согласно сведениям, собранным в ходе переписи 2010 г. Национальным институтом географии и статистики (IBGE), население муниципалитета составляет:
| Полное население                               | Полное население                               | Полное население                               | Полное население                               | 16 311 |
| ---------------------------------------------- | ---------------------------------------------- | ---------------------------------------------- | ---------------------------------------------- | ------ |
| в том числе:                                   | Городское население                            | 7438                                           | Процент городского населения, %                | 45,60  |
|                                                | Сельское население                             | 8873                                           | Процент сельского населения, %                 | 54,40  |
|                                                | Мужское население                              | 8443                                           | Процент мужского населения, %                  | 51,76  |
|                                                | Женское население                              | 7868                                           | Процент женского населения, %                  | 48,24  |
| Плотность населения, чел/км²                   | Плотность населения, чел/км²                   | Плотность населения, чел/км²                   | Плотность населения, чел/км²                   | 29,00  |
| Население муниципалитета в % к населению штата | Население муниципалитета в % к населению штата | Население муниципалитета в % к населению штата | Население муниципалитета в % к населению штата | 0,22   |

По данным оценки 2015 года население муниципалитета составляет 17 114 жителей.

## Статистика
- Валовой внутренний продукт на 2003 год составляет 27 157 795,00 реалов (данные: Бразильский институт географии и статистики).
- Валовой внутренний продукт на душу населения на 2003 год составляет 1804,39 реалов (данные: Бразильский институт географии и статистики).
- Индекс развития человеческого потенциала на 2000 год составляет 0,669 (данные: Программа развития ООН).

## Важнейшие населенные пункты
| № | Населённый пункт | Населённый пункт (порт.) | Категория | Население чел. (2010) | На карте                       |
| - | ---------------- | ------------------------ | --------- | --------------------- | ------------------------------ |
| 1 | Орен             | Ourém                    | город     | 7438                  | 1°32′54″ ю. ш. 47°06′59″ з. д. |
| 2 | Арайал-ду-Каэте  | Arraial do Caeté         | поселок   | 1865                  | 1°23′53″ ю. ш. 47°11′02″ з. д. |